# Frashër
Frashër là một xã trong quận Përmet thuộc hạt Gjirokastër, Albania. Dân số năm 2005 là 817 người.